# Stolnica v Arezzu
Stolnica v Arezzu (Cattedrale di Ss. Donato e Pietro) v toskanskem mestu Arezzo je škofovska cerkev rimskokatoliške škofije Arezzo-Cortona-Sansepolcro.
Stoji na vrhu hriba, kjer leži tudi mesto Arezzo, na mestu starokrščanske cerkve in verjetno na mestu, kjer je nekoč stala mestna akropola.

## Zgodovina
Grob drugega škofa iz Arezza in mučenika Donata († 363) je bil na hribu Colle del Pionta zunaj mestnega obzidja. Pokopan je bil potem, ko mu je bila leta 363 odsekana glava. Tam so zgradili najzgodnejše krščanske bogoslužne prostore v Arezzu in tudi prvo stolnico. Leta 1203 je papež Inocenc III. ukazal, naj jo premaknejo med mestno obzidje in benediktinsko cerkev sv. San Pietro Maggiore. Za rojstvo stolnice je bil odločilen obisk papeža Gregorja X. decembra 1275, ko se je vrnil z Lionskega koncila in v Arezzu 10. januarja 1276 tudi umrl. Novi stolnici je na smrtni postelji podaril precejšnjo vsoto in je v njej pokopan. Dela je leta 1278 začel škof Guglielmino degli Ubertini, večkrat prekinjena pa se je končala leta 1511. Fasada je bila zgrajena med letoma 1901 in 1914 na podlagi načrtov Danteja Viviana, ki je nadomestila prejšnjo, nedokončano, iz 15. stoletja.
Spomladi 1796 je osrednjo Italijo pretresla vrsta potresov. Prebivalci Arezza so konec tega pripisali priprošnji naše Gospe, katere sajasto počrnjena keramična slika v gostilni 15. februarja 1796 se je pred očmi več molitev obarvala svetlo belo. Čudežno podobo so prinesli v stolnico, v naslednjih letih pa je bila na severnem hodniku zgrajena Cappella della Madonna del Conforto, ki je še danes priljubljeno romarsko in molitveno mesto.

## Arhitektura
Stolnica v Arezzu je gotska triladijska bazilika. Pet obočnih pol ladje je podprtih s snopastimi stebri in ima križno rebraste oboke. Zgornja okna so v obliki okulusa po vzoru Santa Maria Novella v Firencah. Severno od kora je vitek, šesterokotni campanile iz let 1857/1937. Zaradi pomanjkanja transeptov in kupole lahko pomislimo na vpliv arhitekture ubožnega reda.

### Zunanjost
Fasada je bila zgrajena iz peščenjaka med letoma 1901 in 1914 po načrtu Danteja Vivianija, ki je nadomestila prejšnjo, ki je ostala nedokončana. V neogotskem slogu ima bogato kiparsko dekoracijo, ki so jo ustvarili Giuseppe Cassioli, Enrico Quattrini in Dante Viviani sam. Fasada ima vidne značilnosti in sledi notranje pregrade na tri ladje, označene z rahlo štrlečimi pravokotnimi pilastri. Spodaj se odpirajo trije portali, od katerih je vsak razporejen in okrašen z luneto, izrezljano v reliefu; le osrednji portal ima tudi pediment, ki ga krasijo trije kipi, vsak s svojim baldahinom: nad Jezusom odrešiteljem in pod sv. Donatom (levo) in blaženim Gregorjem (desno). V povezavi z osrednjo ladjo je tudi okroglo rožnato okno. Za kronanje fasade je značilna dekoracija z loki.
Desna stran ohranja prvotno strukturo 14. stoletja, za katero je značilna obloga iz blokov peščenjaka. Nasprotno, nekaj metrov stran od fasade je vidna jasna ločnica med novimi bloki peščenjaka 20. stoletja in starimi 14. stoletja.
Na desni strani je velik portal z dvema odsekoma porfirnih stebrov, ki so bili ponovno uporabljeni iz poganskega templja. Luneta je delo Niccola di Luce Spinellija. Portal je bil zgrajen med letoma 1330 in 1340 iz peščenjaka, postavljen je na okroglem loku in ga zaznamuje visok zvonik; ta portal ima strukturne sorodnosti z glavnim portalom Palazzo dei Priori v Perugii. V sprednjih stebrih so v basreliefu vklesane alegorije Pregreh in Vrlin, v luneti so kipi v štukaturi, delo kiparja iz Orvieta ali Perugie; po ikonografiji Madonne del latte je na prestolu zastopana Marija z otrokom med blaženima Gregorjem X. in sv. Donatom ter dvema angeloma, ki držita zaveso.

### Zvonik
Zgodovina zvonika je edinstvena, pravzaprav je sedanji tretji zvonik, zgrajen za to stolnico. Na začetku je bil zvonik zgrajen skupaj s cerkvijo, toda vibracije zvonov so poškodovale vitraže, ki jih je zasnoval Guillaume de Marcillat; pozneje se je gradnja začela nekoliko dlje, vendar je podzemni vodonosnik spodkopal njegovo stabilnost; nazadnje je bil zgrajen kot samostojna zgradba (sedanji položaj) in šele kasneje je bil priključen stolnici z gradnjo stanovanj oskrbnikov.
Sedanji stolp ima šestkotni tloris in je razdeljen na štiri nadstropja, ki jih ločijo venci; medtem ko spodnji del nima odprtin, imata zgornji dve na vsaki strani visoko ogivalno enojno lancetno okno. Četrta vrsta je skupaj z zvonikom rezultat dokončanja zvonika, zgrajenega v dvajsetem stoletju, in je okrašen s krožnimi razrezanimi rozetami z dodelanimi kamnitimi okvirji.

### Notranjost
Notranjost stolnice svetih Petra in Donata ima tri ladje, od katerih je vsaka razdeljena na šest travej, prekritih s križnim obokom in nima transepta; tri traveje so med seboj ločene z velikimi polkrožnimi loki, naslonjenimi na nosilne stebre z izklesanimi kapiteli. Glavna ladja je osvetljena s krožnimi rozetami v pročelju in ob desni steni (rozete na levi steni so obzidane). Rožno okno na fasadi je delo Guillaumea de Marcillata, ki ga je zgradil leta 1518 in prikazuje Binkošti. S premerom 3,5 metra jo je naročila Opera del Duomo, katere ime je prisotno v spodnjem delu okna. V upodobitvi so videti apostoli, ki sedijo v krogu z Marijo, ki jo obkrožata dva angela v sredini; zgoraj je golob Svetega Duha.
Guillaume de Marcillat in Salvi Castellucci sta naredila tudi freski, ki krasita zgornji del sten glavne ladje in oboke slednje. V bližini stebrov med tretjim in četrtim razponom sta dve renesančni marmorni prižnici, okrašeni z reliefi.

#### Apsida
Glavna ladja se konča z veliko poligonalno apsido, zgrajeno v 13. stoletju. Osvetljena je s tremi visokimi biforami, ki jih zapirajo barvna okna, obnovljena, potem ko so bila prvotna med drugo svetovno vojno izgubljena zaradi pritiska zraka zaradi bombe. Osrednje okno prikazuje Marijo vnebovzeto v nebesa med svetniki, stranska pa nekatere svetnike.
V središču apside je veliki oltar izpred leta 1289, okrašen s treh strani s koničastimi oboki, podprtimi z majhnimi stebri. Za njim je skrinja sv. Donata, izjemno marmorno delo, dokumentirano leta 1362, ki je bilo prej izvedeno v različnih fazah. Zgrajena je bila v spomin na škofa sv. Donata, mučenika, ki je umrl v Arezzu leta 363 in zavetnika mesta. Telo sv. Donata je ohranjeno v skrinji stolnice v Arezzu, glava pa v doprsnem kipu župnijske cerkve v Arezzu. Marmorno žaro podpira dvanajst majhnih stebrov, ki se končajo z gotskimi stebri in fialami, pri katerih so v 14. stoletju sodelovali umetniki iz Siene, Firenc in Arezza. Spodnji pas je izdelal Agostino di Giovanni in Agnolo di Ventura (prva polovica 14. stoletja), medtem ko sta večji del zgornjega pasu z veliko marmornato oltarno ploščo, nekoč tudi naslikano, ki prikazuje Madono in otroka v sredini, izdelala Giovanni di Francesco in Betto di Francesco, ki sta to delala v drugi polovici 14. stoletja. Zadnji del skrinje, podprt s šestimi korintskimi stebri, je okrašen s prizori iz življenja sv. Donata.
Leseni kor glavne kapele, ki ga je leta 1554 zasnoval Giorgio Vasari, je bil leta 2012 odstranjen ob gradnji novega prezbiterijskega območja. Sledi fresk v apsidi so zapuščina cerkve v začetku 13. stoletja.
- Oltar in grobnica sv. Donata in vitraži
- Oltarni nastavek
- Skrinja zadaj

#### Leva stranska ladja
Šeskotna krstilnica z reliefi iz šole Donatello, med katerimi je Kristusov krst pripisan mojstru samemu; druge (Ilariano, ki krsti svetega Donata in Donato, ki krsti nevernika), pripisujejo Francescu di Simone Ferrucciju. Sledi oltar 17. stoletja in grobnica Francesca Redija iz 18. stoletja.
V ladji je oltar iz 17. stoletja z veliko sliko Pietra Benvenutija Mučeništvo sv. Donata (1794). Renesančne orgle so Luca da Cortona iz 16. stoletja in so na pevski empori na konzolah iz peščenjaka pietra serena, prvo znano arhitekturno delo takrat 24-letnega Giorgia Vasarija. Pod njim je edikula, zaprta z vitrajem, v kateri je dragocena in častita lesena skulptura Madone z blagoslovljenim otrokom, delo arezzškega kiparja 80. let 13. stoletja, ki prihaja iz cerkve San Martino, porušene leta 1539. Okoli nje so fragmenti fresk z Madono in zgodbe svetnikov Ane, Giovacchina in Giuliana iz začetka 14. stoletja, ki jih pripisujejo Gregoriu d'Arezzu in Donatu di Arezzo.
Za stranskim portalom je grandiozni kenotaf Guida Tarlatija, škofa in gospoda Arezza, ki je umrl leta 1327. Že postavljena, do druge polovice 18. stoletja, je v kapeli Najsvetejšega sestavljena edikula s polkrožnim lokom, timpanon in gotskimi fialami, pod katerimi je vrsta šestnajstih pripovednih reliefov z epizodami iz njegovega življenja, ki jih spremljajo obrazložitveni spisi, ki sta jih leta 1330 izdelala sienska mojstra Agostino di Giovanni in Agnolo di Ventura, morda po zasnovi  Giotta.
Poleg spomenika je Magdalena Piera della Francesca, slavno delo, ustvarjeno med letoma 1460 in 1466, kjer eksperimentalna uporaba svetlobe daje sliki inovativno vitalnost in plastično moč, poslikano, kot da gleda iz loka.
Zadnja stena ladje, pred katero stoji oltar sv. Silvestra, je okrašena z dvema freskama Giuseppeja Servolinija, ki prikazuje sv. Leona Velikega (na levi) in papeža Janeza I.. V sredini je najstarejši izmed vitrajev Guillaume de Marcillata, izdelan leta 1516, na drugi strani pa Alegorija dobrodelnosti, sv. Silvester in sv. Lucija. V zgornjem delu stene je freska Servolinija, ki prikazuje Madono, ustoličeno z otrokom med angeli.
- Kristusov krst (Donatello, po 1425)
- Marija z blagoslovom otrok (1280)
- Magdalena (Piero della Francesca, 1460-1466)
- Oltar sv. Silvestra

### Cappella della Madonna del Conforto
Giuseppe del Rosso je zasnoval Cappella della Madonna del Conforto, triladijsko kapelo s kupolo, glavno in stransko apsido, ki je nastala v obdobju klasicizma, a je bila že očitno gotska. Škof Agostino Albergotti jo je dal okoli leta 1810 bogato opremiti. Osrednji del je majhna čudežna podoba, vdelana v svetlečo zlato oltarno strukturo. Sem so pripeljali umetniška dela iz drugih cerkva v Arezzu, vključno z barvnimi glaziranimi terakotnimi reliefi iz delavnice Andrea della Robbie. Veliki Retabel med svetnikoma Bernhardom in Donatom prihaja od samega mojstra (1485–1486). Dve veliki zgodovinski sliki – Judita predstavlja glavo Holoferna Pietra Benvenutija in Abigail pamirja Davida Luigija Sabatellija – se tipološko nanašata na Marijino priprošnjo.
- Madona in otrok s svetniki Donato, Magdalena, Apolonija in Bernardinom Sienskim (Andrea della Robbia in delavnica, 1493-1495)
- Trojica med Bernardinom in Donatom (Andrea della Robbia, 1485-1486/86)
- Marija vnebovzela v Cielo (delavnica Andrea della Robbia, zadnje desetletje 15. st.)

### Desna stranska ladja

#### Grobnica papeža Gregorja X.
V desni stranski ladji s pročelja je grobnica papeža Gregorja X., papeža, ki je 10. januarja 1276 umrl v Arezzu, ko se je vrnil z enega od svojih potovanj v Rim. Dragocena grobna skrinja v gotskem slogu pa sega v začetek 14. stoletja in je sestavljena iz nadstreška s koničastim lokom, naslonjenim na dva stebra z izklesanimi kapiteli; pod njim je papežev sarkofag, katerega pročelje je okrašeno z bas reliefom, znotraj mandljev pa Agnus Dei (v sredini) in evangelisti (ob straneh); nad grobnico kip pokojnega papeža.

#### Drugi spomeniki
Nadalje boste našli drobce freske 14. stoletja z Madono na prestolu in otrokom avtorja Buonamica Buffalmacca, narejena med letoma 1321 in 1327, ki je v obokanem predelku, čigar intrados je okrašen z geometrijskimi in rastlinskimi motivi, nekdanje gotske kapele. Delo lahko razdelimo na dva registra; v prvem so predstavljeni sveti Frančišek, papež Gregor X., Devica, ustoličena z Detetom, in dva svetnika, ki zdaj nista vidna, v drugem Kristus kot Pietà z instrumenti pasijona.
Sledi freska z Madona z otrokom med šestimi zgodbami iz življenja sv. Krištofa in Jakoba, ki jih je naslikal anonimni mojster druge polovice 14. stoletja.
V petem razponu ladje je nagrobnik Ciuta Tarlatija (1334), ki ga sestavljajo marmornat sarkofag iz 4. stoletja in vrsta reliefov sienskega kiparja Giovannija di Agostina, okronan z lokom, pod katerim je freska Križanega med Madono in svetniki z darovalcem Ciuccio avtorja Vannija Tarlatija di Pietramala, sodobnega arezzškega slikarja Maestra del Vescovada. To je edina od šestindvajsetih kapel, ki so obstajale v 14. stoletju, ki se je ohranila.
Šesti in zadnji razpon ladje na stenah krasi cikel fresk Giuseppeja Servolinija, ki prikazuje Jezusov pasijon: na stranski steni Jezus, ki nosi križ in na zadnji steni, na levi, Ecce Homo, na desni Križanje. V zadnji steni, pred katero je baročni oltar Najsvetejšega, je eno lancetno okno, zaprto s barvnim steklom, na katerem je Odrešenik zgoraj in Sv. Donat spodaj.
Ladja je osvetljena s petimi velikimi okni, ki jih zapirajo fini barvni vitraji Guillaume de Marcillata: prvo okno prikazuje Poklicanje sv. Mateja (1519-1520), naročila ga je Opera del Duomo, katerega grb je je prisoten v 'okulusu'; drugo okno, v tretji traveji, je prav tako naročila Opera del Duomo in prikazuje Kristusov krst  (1519); v četrti traveji sta dve okni, prvo Izgon trgovcev iz templja (1522-1524), drugo Kristus in prešuštnica (1522-1524); v peti traveji je v biforo, večjo od ostalih, postavljen vitraj z Vstajenje Lazarja (1519-1520).
- Spomenik Gregorja X. (začetek 14. st.)
- Madona in otrok med šestimi zgodbami iz življenja sv. Krištofa in Jakoba Starejšega (druga polovica 14. st.)
- Oltar sv. Zakramenta
- Vitraj Kristusov krst (Guillaume de Marcillat, 1519)

## Oprema
Na južni strani precej navadne zunanje stavbe izstopa stopničasti portal, okrašen z reliefi in skulpturami iz okoli leta 1380. Na obokanem polju ob boku Marije stojijo sv. Donat in Gregor X., polno plastična figura iz terakote "mehkega sloga". Na desni strani ob vhodu je grobnica papeža, ki je umrl v Arezzu leta 1271.
Stolnica vsebuje številne pomembne umetniške zaklade iz obdobja gotike in renesanse. Sedemdelni okenski cikel Guillaumea de Marcillata iz let 1516–1524 velja za izjemno steklarstvo, ki s svojim  slogom očitno izstopa iz oblikovanja gotskih steklenih oken. Glavni oltar z marmornim retablom sv. Donata je iz 1370-ih let in je povezan s svetnikovim grobom na zadnji strani. Krstilnik je okrašen z reliefi iz Donatellove delavnice. Korne klopi je ustvaril Giorgio Vasari leta 1554. Okoli leta 1330 sta sienska kiparja Agostino di Giovanni in Agnolo di Ventura ustvarila kenotaf Guida Tarlatija († 1372). 16 reliefov govori o posvetnih uspehih gibelinskega generala in škofa v Arezzu. Fresko kiparske Magdalene v levi stranski ladji je ustvaril Piero della Francesca okoli leta 1460. Cappella Ubertini vsebuje freske legende o Devici Mariji, ki jo pripisujejo Gregorio in Donato di Arezzo (začetek 14. stoletja). Ustoličena Mati božja z otrokom je datirana v 1260. leta.

### Orgle
V stolnici v Arezzu so dvoje orgle.
Najstarejši instrument je sredi 16. stoletja zgradil orglar Luca di Bernardino da Cortona. Čisto mehanski instrument ima devet registrov na manualu. Pedal je pritrjen.
Glavne orgle je leta 2006 zgradil graditelj orgel Pinchi. Drsni instrument ima 26 registrov (1720 cevi) na dveh manualih in pedalu. 